# Jonathan Restrepo
Jonathan Restrepo (sinh ngày 14 tháng 8 năm 1994) là một cầu thủ bóng đá người Colombia.

## Sự nghiệp câu lạc bộ
Jonathan Restrepo đã từng chơi cho Sagan Tosu và Oita Trinita.